# Vicent Gonzálbez Montoro
Vicent Gonzálbez Montoro, també conegut com a Vicent d'Alacant (Alacant, 1917 - 15 de desembre de 2009) era un activista lingüístic valencià. Durant la Segona República Espanyola impulsà el Centre Excursionista d'Alacant on participà en l'inventari de coves i jaciments paleolítics. Fou militant republicà, i després de la guerra civil espanyola el règim franquista va afusellar el seu pare i el seu germà, raó per la qual va restar molts anys amagat.
Col·laborà també amb Joan Coromines i Vigneaux en l'Onomasticon Cataloniae i amb l'editor Eliseu Climent en l'organització dels cursos Carles Salvador de valencià, a través del Secretariat de l'Ensenyament de l'Idioma a Alacant. El 1999 la Fundació Lluís Carulla li concedí el Premi d'Actuació Cívica.